# 2000 en Égypte
Chronologie de l'Égypte
- 1996
- 1997
- 1998
- 1999
- 2000
- 2001
- 2002
- 2003
- 2004

Cet article présente les faits marquants de l'année 2000 en Égypte.

## Évènements
- 31 décembre 2000 - 1er janvier : passage de l'an 2000 sur le site de Gizeh avec un grand concert de Jean-Michel Jarre[1].
- 2 janvier : la communauté copte est victime de violences, dans le village à majorité chrétienne d'Al Kocheh, suite à un incident entre un marchand copte et un client musulman. Le bilan fait état de 20 morts[2].
- 17 août : première des apparitions mariales appelées Notre-Dame d'Assiout qui se sont produites au-dessus de l'église Saint-Marc d'Assiout, et reconnues par l'Église copte orthodoxe. Pendant des semaines, des milliers de personnes, principalement chrétiennes, se rendent à Assiout et sont témoins des phénomènes, dont il existe plusieurs photographies[3].
- 15 novembre : élections législatives[4].

## Sport

### Football
- Championnat d'Égypte de football 1999-2000.

### Squash
- Al-Ahram International féminin 2000.
- Al-Ahram International masculin 2000.
- Heliopolis Open féminin 2000.